# Digerberget, Bollnäs kommun
Digerberget är ett berg i den sydöstra delen av Bollnäs kommun i Hanebo distrikt.

## Beskrivning
Digerberget ligger sydöst om byarna Gusbo och Vallsänge. Berget sträcker sig i öster något in i Söderhamns kommun vid byn Hamnäs. Norra sidan av berget sluttar ned mot sjön Bergviken. Här passerar  riksväg 83 vid nordsluttningen på sträckan Kilafors - Stråtjära. I väster finns Myckelängarna i dalen mot Kölberget på södra sidan av Digerbergets sluttning ligger Knupbodarnas fäbodvall.
I den norra sluttningen finns en rik förekomst av växten stor låsbräken.

## Historik
I norrsluttningen ned mot byn Vallsänge anlades vid mitten av 1960-talet Norrlandsportens fritidsanläggning, den avvecklades i början av 2000-talet. Namnet Hälsingeporten finns nämnd i boken Två Hälsingesocknnar. Norrlandsporten myntades redan när järnvägen Norra stambanan anlades i dalen mellan bergen Digerberget och Kölberget.